# Mustii
Thomas Mustin (Bruselas, 21 de noviembre de 1990), conocido como Mustii, es un cantante, autor, compositor, actor y director belga. Representó a Bélgica en Eurovisión 2024 con la canción «Before the party is over».

## Trayectoria artística
Mustii, nacido en Bruselas el 21 de noviembre de 1990, completó sus estudios en la sección de teatro del Instituto de Radiodifusión de las Artes (Louvain-la-Neuve) en 2012 y comenzó a rodar para televisión la serie À tort ou rightly (RTBF y France 3), producida por Alain Brunard. También interpretó a Benvolio en el teatro, a lo largo de una gira de más de año y medio por Francia y Bélgica, en la obra Romeo y Julieta, dirigida por Yves Beaunesne. La obra se estrenó en el Théâtre de Liège.
Más tarde, comenzó a dirigir la obra Débris de Dennis Kelly, representada en noviembre y diciembre de 2014 en Riches-Claires, en Bruselas.
A principios de 2015, participó en la reposición del espectáculo La posada del Caballito Blanco, dirigido por Dominique Serron en el Palacio de Bellas Artes de Charleroi y en la Ópera Real de Valonia. Luego, apareció en dos películas y una serie de televisión: primero actuó junto a Romain Duris y Gustave Kervern en Un petit travail, dirigida por Pascal Chaumeil, y después, junto a Fabrizio Rongione, en Les Survivants, dirigida por Luc Jabon. Finalmente, interpretó el papel de Kevin en la serie de televisión belga La Trêve, dirigida por Matthieu Donck y emitida por RTBF en 2016. La serie tuvo un gran éxito en Bélgica y se emitió también en France 2, en VRT y en RTS.
En 2014, Mustii firmó un contrato con el sello Gizah Record de Kid Noize Black Gizah Record. Su primer sencillo, The Golden Age, fue rápidamente difundido en numerosas emisoras de radio belgas de Flandes y Valonia (Pure FM, VivaCité, Q-music, Radio Contact, Chérie FM, NRJ, Nostalgie, etc.). Mustii abrió luego Les Nuits du Soir 2015, el 17 septembre, en el Botanique de Bruselas.
El 21 novembre 2015, interpretó la primera parte del concierto de la joven belga Alice on the Roof en el Rockhal de Luxemburgo.
El 11 de febrero de 2016, dio un concierto en la Rotonde du Botanique debido al lanzamiento de su primer EP The Darkest Night. El verano de 2016 estuvo ocupado con el Festival de Verano de Bruselas, el Festival Iris y muchos otros. Luego, inició una gira por festivales belgas. Los asistentes al festival pudieron verle en los escenarios de las Francofolies de Spa, de Ardentes, de Ronquières, de Incrock, de Semo, de Solidarités, etc. Ese mismo año, acompañó a Kid Noize en tres duetos en su disco Dream Culture: Ocean, Dark y Do You Know? Este último título fue lanzado como sencillo.
El 21 de octubre de 2016, dio su primer concierto, íntegramente dedicado a él, en el Cirque Royal de Bruselas. Muchos medios belgas elogiaron su actuación en el Cirque Royal y destacaron su carisma en el escenario, su potente voz, su espontaneidad y su contacto con el público.
En diciembre de 2016, fue nominado seis veces a los D6bels Music Awards en las categorías de slista masculino, concierto, artista/grupo de Pure FM, revelación, videoclip y compositor. Consiguió el trofeo de artista revelación del año.
Mustii, también conocido como Thomas Mustin, cuenta entre sus influencias musicales con David Bowie, Florence and the Machine, Grace Jones, Frank Sinatra, Iggy Pop, Depeche Mode y muchos otros.
El 2 de febrero de 2019, recibió el Magritte al mejor aspirante masculino del cine belga. El mismo año, fue nominado al Premio de la Crítica en la categoría Hombre por Hamlet de William Shakespeare, dirigida y adaptada por Emmanuel Dekoninck.
En 2021, apareció en el tema What About Ecosystem? de la banda de rock rusa Mumiy Troll.
En  enero de 2023, fue anunciado como jurado principal del programa Drag Race Bélgica. En esta ocasión, habló de su salida del armario. Además, se subió al escenario de la semifinal de The Dancer — adaptación en la Bélgica francófona de The Greatest Dancer — para interpretar su Shame acompañado por los diez candidatos de Drag Race Bélgica.
El 30 de agosto de 2023, fue anunciado como representante de Bélgica en Eurovisión 2024, que tuvo lugar en Malmö, Suecia, los días 7, 9 y 11 de mayo.Pese a que en un principio se considerara como uno de los favoritos, finalmente no logró pasar a la final.

## Filmografía

### Largometrajes
- 2016: Les Survivants de Luc Jabon: Rémy[25]
- 2016: Un petit boulot de Pascal Chaumeil: Mulot[26]
- 2016: Grave de Julia Ducournau: el jefe de la unión de estudiantes[27]
- 2016: Good Favour de Rebecca Daly: Frank[28]
- 2017: L'Échange des princesses de Marc Dugain: el duque de Condé[29]
- 2018: Emma Peeters de Nicole Palo: Bob
- 2018: Plein la vue de Philippe Lyon: Jordan
- 2018: Play or die de Jacques Kluger: Jablowski
- 2019: Premier de la classe de Stéphane Ben Lahcene: Blondin
- 2022: Vous n'aurez pas ma haine de Kilian Riedhof: Alexandre
- 2023: La Nuit se traîne de Michiel Blanchart

### Cortometrajes
- 2018: Lenny à quatre épingles de Jeremy Puffet: Lenny
- 2023: Beyond the Sea de Hippolyte Leibovici: Thomas

### Televisión
- 2012: À tort ou à raison (temporada 2) de Alain Brunard: Daniel[2]
- 2014: Biblio-Jack de Richard Gérard: Colibri
- 2015: La Trêve (temporada 1) de Matthieu Donck: Kévin Fischer[25]
- 2016: Zone Blanche: Alexis Petour[4]
- 2017: Je voulais juste rentrer chez moi de Yves Rénier: Patrick Dils
- 2019: Unité 42 (temporada 2, episodio 5): Fabien Braxe
- 2021: L'Île aux trente cercueils de Frédéric Mermoud: Rémy
- 2023: Drag Race Bélgica: jurado

## Teatro
- 2012: asistente de dirección de Combat avec l'ombre de Henry Bauchau, dirigida por Frédéric Dussenne
- 2013 - 2014: Romeo y Julieta de William Shakespeare, dirigida por Yves Beaunesne: Benvolio
- 2014: puesta en escena de Debris de Dennis Kelly
- 2019 - 2020: Hamlet de William Shakespeare

## Discografía

### EP
- 2016: The Darkest Night

### Álbumes
- 2018: 21st Century Boy
- 2021: It's Happening Now

### Sencillos
- 2014: The Golden Age
- 2015: Feed Me
- 2018: 21st Century Boy
- 2018: What A Day
- 2019: Blind
- 2020: Time Is Up dúo con BRUT
- 2021: Alien

### Álbumes
| 2018 | 21st Century Boy   | 5 |
| 2021 | It's Happening Now | 4 |

### Sencillos
| Año  | Título                     | Clasificación | Álbum               |
| Año  | Título                     | Valonia       | Álbum               |
| ---- | -------------------------- | ------------- | ------------------- |
| 2015 | The Golden Age             | 16 (Tip)      | The Darkest Night   |
| 2015 | Feed Me                    | 21 (Tip)      | The Darkest Night   |
| 2018 | 21st Century Boy           | 9             | 21st Century Boy    |
| 2019 | What A Day                 | 24            | 21st Century Boy    |
| 2019 | Blind                      | 11            | 21st Century Boy    |
| 2020 | Time Is Up (Brut x Mustii) | (Tip)         | Sencillo únicamente |
| 2021 | Alien                      | —             | It's Happening Now  |
| 2022 | Skyline                    | 17            | It's Happening Now  |

## Conciertos

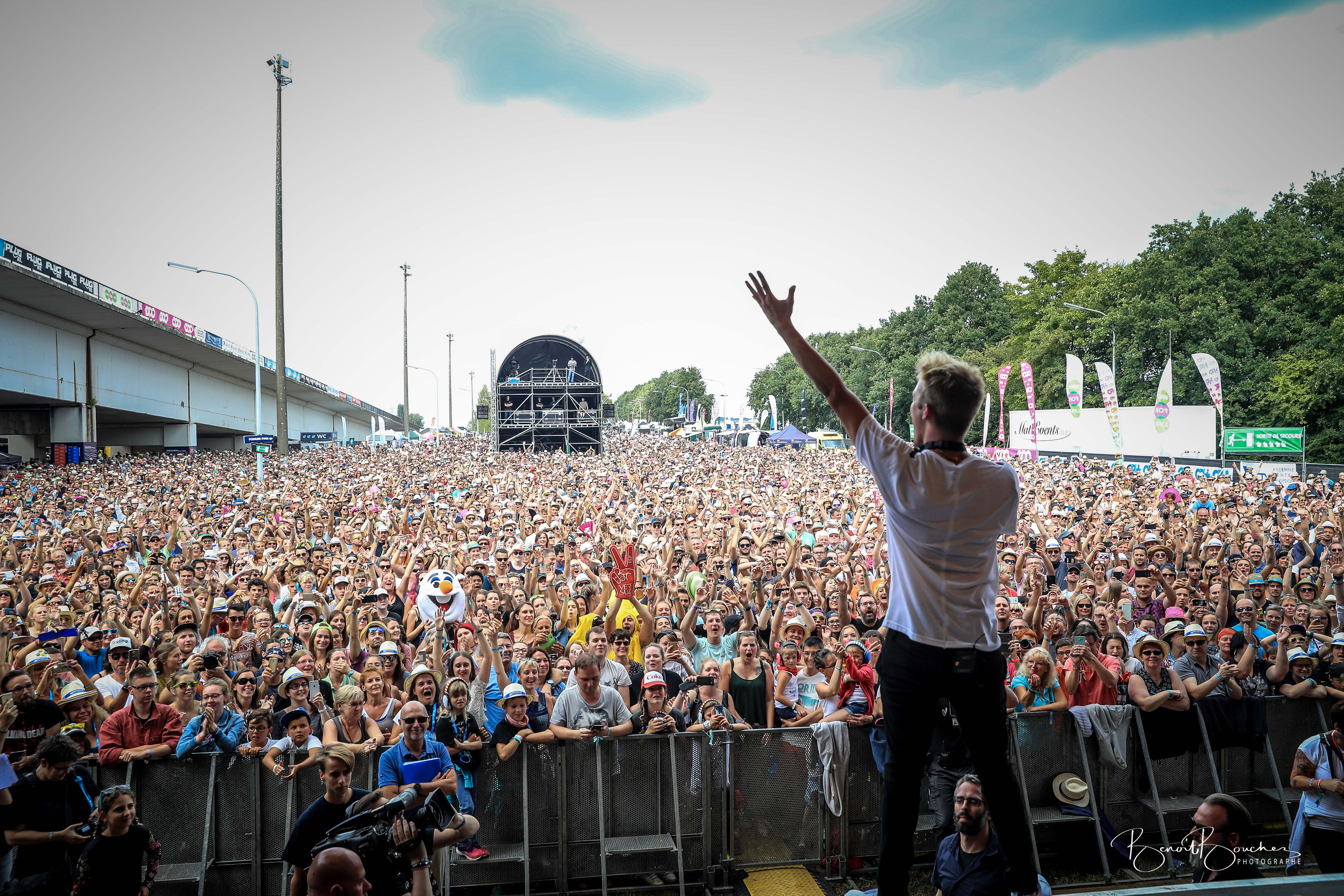
Mustii en el escenario del Festival Ronquières en 2017.

Desde 2016, Mustii ha ofrecido más de 70 conciertos, incluidos los festivales más importantes, como:

### 2016
- febrero: Botanique – Bruselas
- abril: Inc'rock – Incourt
- mayo: Fête de l'Iris – Bruselas
- junio: Fêtede la musique – Nivelles, Wacolor – Wavre
- julio: Lasemo Festival – Enghien, Summer Mons Festival – Mons, Les Ardentes – Lieja, Les Francofolies 2016 – Spa
- agosto: BSF- Brussels Summer Festival – Bruselas, Festival Ronquières – Ronquières, Scène sur Sambre – Thuin, Les Solidarités – Namur
- septiembre: Wardin Rock – Wardin
- octubre: Cirque Royal – Bruselas
- diciembre: Country Hall – Lieja

### 2017
- enero: Eurosonic – Groningue, Países Bajos
- marzo: Rockhal – Esch-sur-Alzette, G-D Luxemburgo, Cirque Royal – Bruselas
- abril: Eden – Charleroi, Reflektor – Lieja, Inc’rock – Incourt
- mayo: Lotto Mons Expo – Mons
- julio: Baudet’stival – Bertrix, Les Francofolies 2017 – Spa
- agosto: Ronquières Festival – Ronquières
- septiembre: Yes2dayland – Remouchamps, Appelpop - Tiel, Pays-Bas, Fêtes de Wallonie – Charleroi, Fêtes de Wallonie – Namur

### 2018
- septiembre: Fly Away Festival – Napatia, Italia
- octubre: Álbum lanzado en l'Ancienne Belgique (Box) - Bruselas, Entrepot - Arlon, Eden - Charleroi
- noviembre: D6bels On Stage (RTBF) - Louvain-la-Neuve, Palace - La Louvière, Reflektor - Lieja
- diciembre: Viva for Life (RTBF) - Nivelles

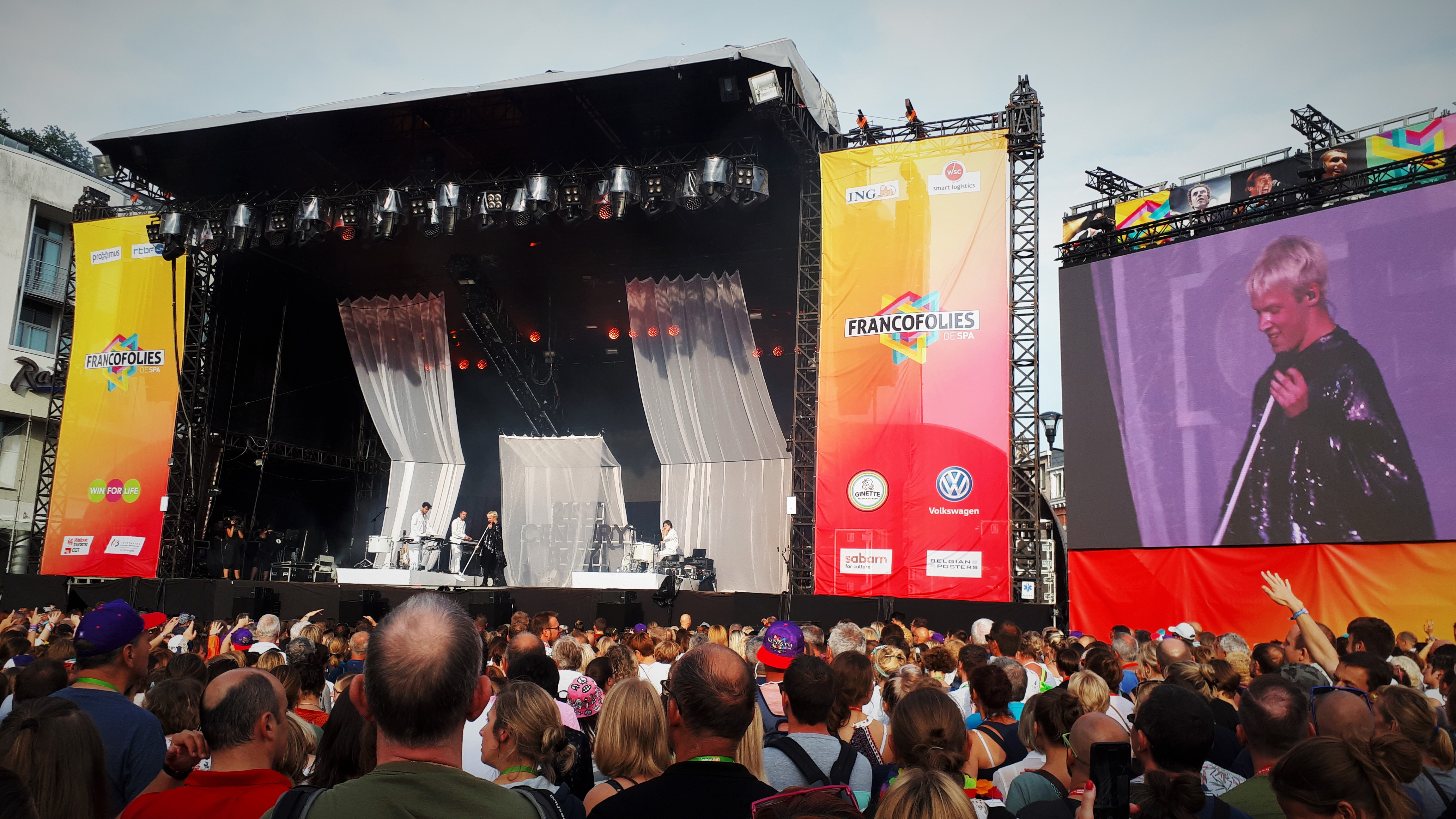
Mustii en el gran escenario Pierre Rapsat en las Francofolies de Spa 2019.

### 2019
- febrero: Ancienne Belgique – Bruselas
- abril: Botanique (Orangerie) – Bruxelles
- julio: Baudet’stival – Bertrix, Les Francofolies 2019 – Spa
- agosto: Ronquières Festival – Ronquières, BSF –Brussels Summer Festival – Bruselas, Les Solidarités – Namur
- septiembre: Abbaye de Villers-la-Ville, Fly Away Festival - Gregolimano, Grecia
- octubre: Caserne Fonck – Lieja
- noviembre: Cirque Royal (Les nuits du Soir) - Bruselas
- diciembre: Salle Víctor Jara – Soignies

### 2022
- junio: Ancienne Belgique – Bruselas
- junio: Caserne Fonck – Lieja
- julio: Les Francofolies 2022 – Spa
- agosto: scène sur Sambre
- septiembre: Delta - Namur